# Spilonotella
Spilonotella is een geslacht van kevers uit de familie bladkevers (Chrysomelidae).
De wetenschappelijke naam van het geslacht werd in 1905 gepubliceerd door Cockerell.

## Soorten
- Spilonotella sagax (Weise, 1902)